# Nadejda Sak
Nadejda Sak (en russe : Надежда Сак) est une joueuse de volley-ball russe née le 22 octobre 1982 à Petrozavodsk. Elle mesure 1,93 m et joue au poste de centrale. 

## Clubs
| Club                  | De        | À         |
| --------------------- | --------- | --------- |
| TTU Saint-Pétersbourg | 1998-1999 | 2001-2002 |
| Toulitsa Toula        | 2002-2003 | 2003-2004 |
| Göztepe İzmir         | 2004-2005 | 2004-2005 |
| İller Bankası Ankara  | 2005-2006 | 2005-2006 |
| Ladoga Léningrad      | 2006-2007 | 2008-2009 |
| Dinamo Kazan          | 2010-2010 | 2010-2010 |
| Dynamo-Yantar         | 2010-2011 | 2010-2011 |
| Omitchka Omsk         | 2011-2012 | 2011-2012 |
| İqtisadçı VK          | 2012-2013 | 2012-2013 |
| LP Viesti Salo        | 2015-2016 | …         |

## Palmarès
- Coupe de Finlande
  - Vainqueur : 2015, 2016.
- Championnat de Finlande
  - Vainqueur : 2017.
  - Finaliste : 2016.